# Zottiger Spitzkiel
Der Zottige Spitzkiel (Oxytropis pilosa), auch Steppen-Spitzkiel oder Gelbe Fahnenwicke genannt, ist eine Pflanzenart aus der Gattung der Spitzkiele (Oxytropis) in der Unterfamilie der Schmetterlingsblütler (Faboideae).

## Beschreibung

### Erscheinungsbild und Blatt
Beim Zottigen Spitzkiel handelt es sich um eine mehrjährige krautige Pflanze mit Langsprossen und kurzer, dünner Pfahlwurzel sowie kurzem, meist ästigem, mehrköpfigem „Erdstock“. Der Stängel und die Laubblätter sind dicht mit weißen, meist abstehenden Wollhaaren bekleidet.
Der Stängel ist kräftig und oft mehrere mm dick, stielrund und in der Regel 10 bis 30 cm lang. Er steigt meist bogig auf, ist nicht oder nur wenig verzweigt und besitzt zahlreiche, oberwärts meist stark verkürzte Internodien.
Die Laubblätter sind genähert und etwa 4 bis 10 cm lang, beiderseits dicht weichhaarig und unpaarig gefiedert. Die Blättchen sind meist in 10 bis 12 Paaren und von der Form eilanzettlich bis schmal-elliptisch. Sie sind 0,5 bis 2 cm lang und 2 bis 5 mm breit, meist nur kurz bespitzt bis abgerundet, mit sehr schwacher Mittelrippe und ohne deutliche Seitennerven.
Die Nebenblätter sind kleiner als die Blättchen, ganz frei und lanzettlich zugespitzt.

### Blütenstände und Blüten

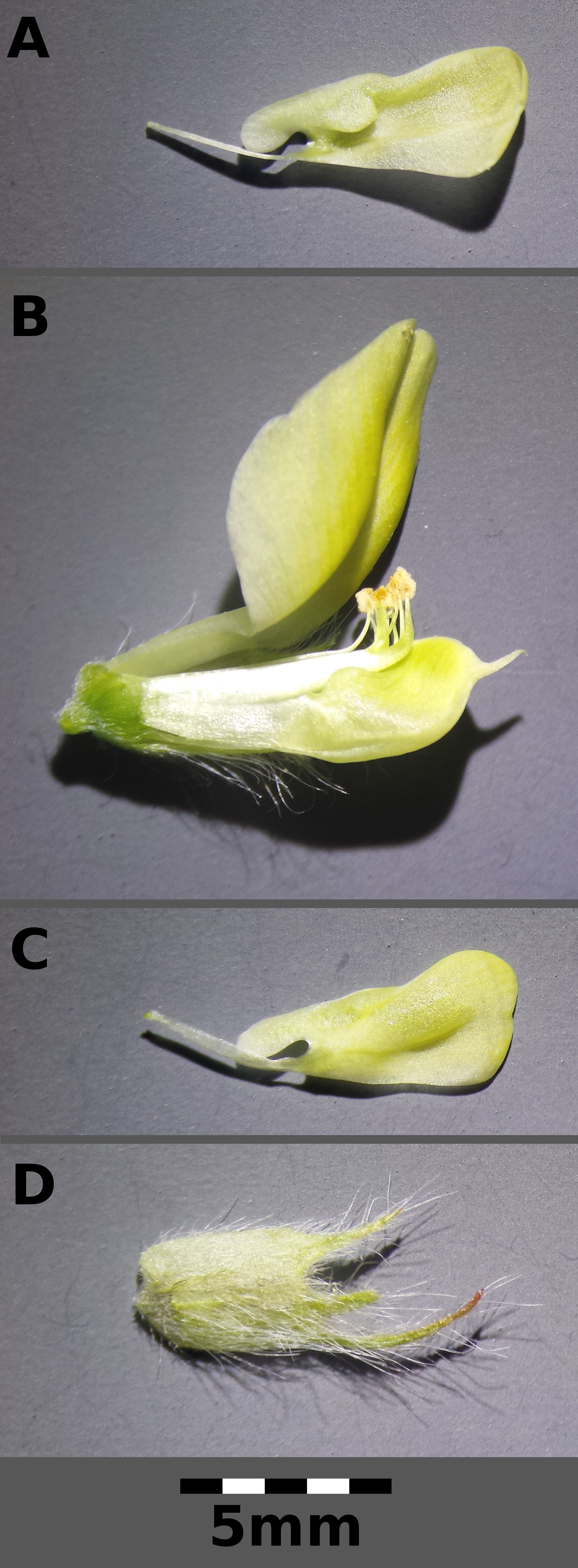
Teilweise zerlegte Blüte: A, C: Flügel, B: Blüte mit Fahne, Staubfäden/Griffel und Schiffchen mit Spitze, D: Kelch

Die Blütezeit reicht von Juni bis August. Die oft scheinbar endständigen, kräftigen Blütenstandsschäfte sind 2 bis 6 Zentimeter lang. Die kurz gestielten, abstehenden Blüten befinden sich in dichten, ziemlich reichblütigen, fast kugeligen köpfchenförmigen Blütenständen. Sie überragen die Laubblätter meist nur wenig.
Die zwittrigen Blüten sind bei einer Länge von kaum 1 Zentimetern zygomorph mit doppelter Blütenhülle.
Der Kelch ist glockig, dicht zottig behaart und außer mit langen weißen auch mit kurzen, oft dunklen Haaren besetzt. Die Kelchzähne sind pfriemlich, die unteren länger als die oberen und mehr oder weniger so lang wie die Röhre. Die Kronblätter sind bleich gelb, kurz genagelt und kaum doppelt so lang wie der Kelch. Die Fahne ist eiförmig, ausgerandet und deutlich länger als die stumpfen Flügel und das stark gekrümmte, mit langer, schmaler Spitze versehene Schiffchen.

### Frucht und Samen
Die Hülsenfrüchte sind fast sitzend, aufrecht, meist 1,5 Zentimeter lang und 3 bis 4 Millimeter breit, fast stielrund, abstehend weiß behaart und vielsamig. Sie sind rasch gegen den aufwärts gekrümmten Griffelrest verschmälert.
Die Samen sind klein, nierenförmig und von brauner Farbe.

### Chromosomenzahl
Die Chromosomenzahl beträgt 2n = 16.

## Ökologie
Blütenbesucher sind die Honigbiene, Bombus-, Osmia- und Eucera-Arten. Um zum Nektar zu gelangen brauchen Apiden eine Rüssellänge von mindestens 6 Millimetern.
Schmarotzerpilze sind Uromyces astragali, Pleospora oblongata und Pyrenophora chrysospora.

## Herkunft, Verbreitung, Standorte und Gefährdung

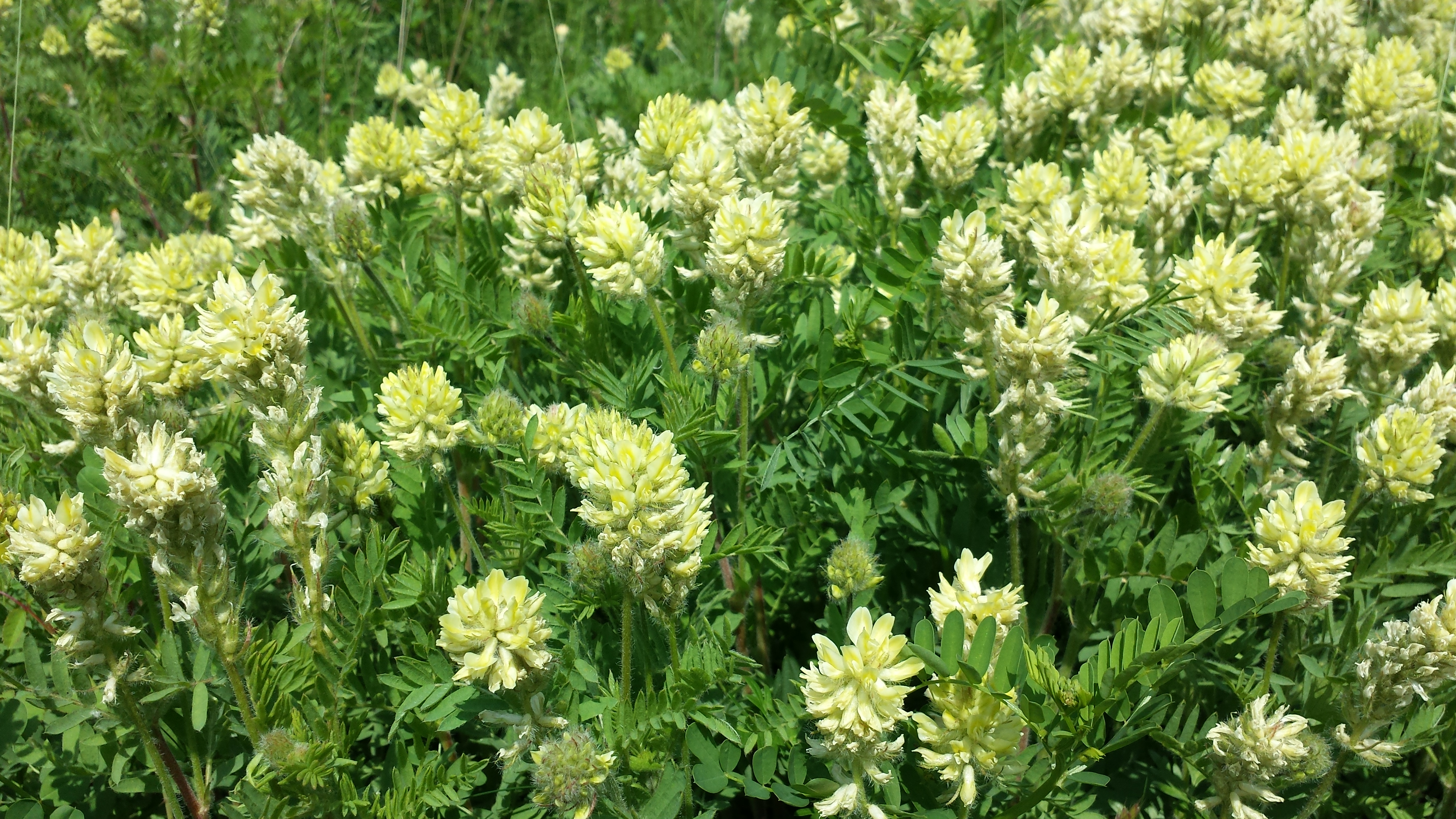
Habitus und Blütenstände

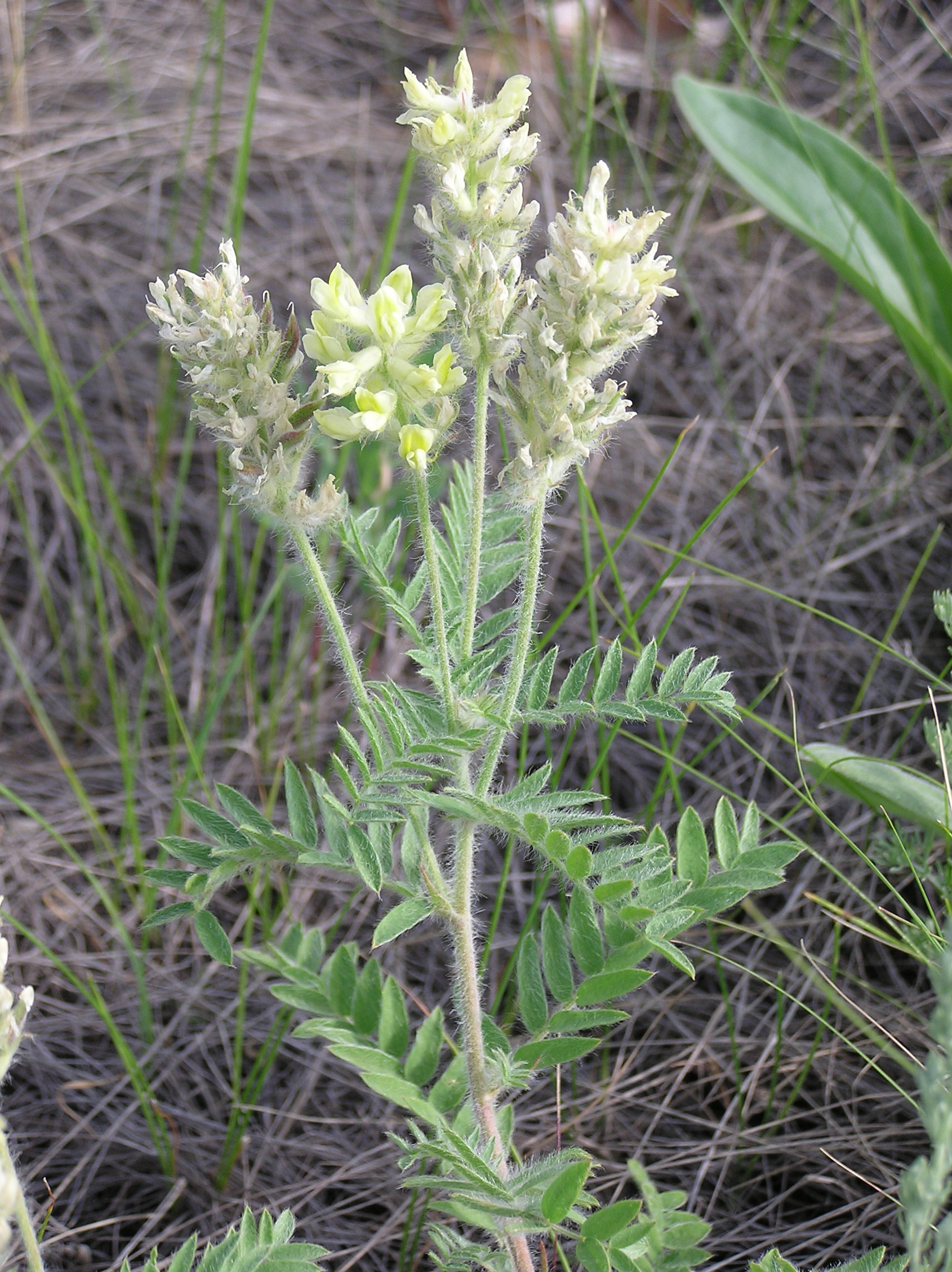
Oxytropis pilosa in Russland

Der Zottige Spitzkiel hat eine weite Verbreitung in Eurasien und reicht von Frankreich bis zur Jakutischen Autonomen Sozialistischen Sowjetrepublik. In Europa hat er Vorkommen in fast alle Ländern Europas und fehlt nur in Portugal, Spanien, Irland, Großbritannien, Island, Belgien, den Niederlanden, Dänemark, Norwegen, Finnland, Moldau, Albanien und dem europäischen Teil der Türkei. Der Zottige Spitzkiel ist wohl altaischen Ursprungs und hat Mitteleuropa auf verschiedenen Wegen und wohl auch zu sehr verschiedenen Zeiten erreicht. Er ist in Mitteleuropa sehr selten anzutreffen. Er ist eine echte Steppenpflanze. Obwohl er sich von seinen jetzigen Standorten aus etwas ausgebreitet hat, kann sein heutiges Areal unmöglich unter den heutigen Bedingungen entstanden sein, sondern hat vielmehr deutlichen Reliktcharakter. Die ostdeutschen Teilareale können schon in spätglazialer Zeit besiedelt worden sein, die zentralalpinen sicher erst viel später.
Oxytropis pilosa kommt vom Altai-Gebirge bis zum Ural und den nördlichen Vorbergen des Kaukasus vor. Weiter westlich breitet er sich bis Estland, Südschweden bis zum Rheingebiet und den Westalpen aus. Südlich gibt es Vorkommen in den Abruzzen, den Südostalpen, Serbien, Montenegro, Albanien und der Türkei.
Der Zottige Spitzkiel wächst auf Steppenwiesen an trockenen Südhängen auf Löss, Schutt, Fels, aber auch auf Bachalluvionen und Flugsand. Er ist kalktreu. Er kommt vorwiegend in der collinen Stufe – selten auch höher (Hohe Tauern bis 2150 m) – vor. Er ist pflanzensoziologisch eine Charakterart der Ordnung Festucetalia valesiacae und kommt etwa im Stipetum capillaris aber auch im Xerobrometum vor.

### Deutschland
In Deutschland gibt es wenige, heute völlig getrennte Areale: Im Odergebiet, Sachsen-Anhalt, Thüringen, Nordbayern, Rheingebiet, in der Pfalz sowie im Neckargebiet (NSG Hirschauer Berg) und im Hegau existieren kleine, isolierte Vorkommen. In Bayern existieren lediglich einige wenige Standorte im „Grabfeld“ (nördliches Franken).
Der Zottige Spitzkiel ist nach BArtSchV als besonders geschützt eingestuft.
Gefährdung in Deutschland: Kategorie 2: stark gefährdet.

### Österreich
In Österreich tritt der Steppen-Spitzkiel selten bis sehr selten im pannonischen Gebiet und in inneralpischen Trockengebieten auf. Die Vorkommen beschränken sich auf die Bundesländer Burgenland, Niederösterreich, Steiermark, Kärnten, Tirol und Vorarlberg. In Wien ist die Art ausgestorben und gilt in ganz Österreich als stark gefährdet.

### Schweiz
In der Schweiz ist die Art vollständig geschützt. Die ökologischen Zeigerwerte nach Landolt & al. 2010 sind in der Schweiz: Feuchtezahl F = 1 (sehr trocken), Lichtzahl L = 3 (halbschattig), Reaktionszahl R = 4 (neutral bis basisch), Temperaturzahl T = 4 (kollin), Nährstoffzahl N = 2 (nährstoffarm), Kontinentalitätszahl K = 5 (kontinental).

## Taxonomie und Systematik
Der Zottige Spitzkiel wurde 1753 von Carl von Linné in Species Plantarum Band 2 Seite 756 als Astragalus pilosus erstbeschrieben. Die Art wurde 1802 von Augustin Pyramus de Candolle in Astragalogia nempe Astragali, Biserrulae et Oxytropidis, nec non Phacae, Colutae et Lessertiae, Historia Iconibus Illustrata Seite 91 als Oxytropis pilosa (L.) DC. in die Gattung Oxytropis gestellt.
Es können 2 Unterarten unterschieden werden:
- Oxytropis pilosa subsp. caputoi (Moraldo & la Valva) Brilli-Catt., Di Massimo & Gubellini: Sie kommt in Mittelitalien vor.[6]
- Oxytropis pilosa subsp. pilosa.